# Mustafa Yeneroğlu
Mustafa Yeneroğlu (* 1. Juli 1975 in Bayburt, Türkei) ist ein deutsch-türkischer Jurist und Abgeordneter der Demokrasi ve Atılım Partisi (DEVA) im türkischen Parlament.  

## Werdegang
Mustafa Yeneroğlu wurde in der Türkei geboren, kam aber im Alter von einem Jahr mit seinen Eltern nach Deutschland. Er bezeichnet sich selbst als klassisches Gastarbeiterkind und Otto Normalverbraucher. Nach dem Abitur studierte er Rechtswissenschaften in Köln und Izmir. Seit Anfang der 1990er Jahre besitzt er neben der türkischen auch die deutsche Staatsbürgerschaft.
Von 2011 bis 2014 war er stellvertretender Generalsekretär und anschließend bis Frühjahr 2015, Generalsekretär der Islamischen Gemeinschaft Millî Görüş (IGMG). Sein Vorgänger war Oğuz Üçüncü. Zu seinen Themenschwerpunkten gehörten unter anderem die Belange der Muslime in Europa und Migrationspolitik.
Bei den Parlamentswahlen in der Türkei am 7. Juni 2015 wurde Yeneroğlu für die Regierungspartei AKP des dritten Istanbuler Bezirks in die Große Nationalversammlung gewählt. Bei den vorgezogenen Parlamentswahlen am 1. November 2015 wurde er wiedergewählt. Zudem war er als Parlamentsmitglied zeitweise Vorsitzender der parlamentarischen Menschenrechtskommission. Hinsichtlich seiner Funktion als Kommissionsvorsitzender verzichtete Yeneroğlu jedoch, zu Gunsten seiner allgemeinen parlamentarischen Arbeit, auf eine erneute Kandidatur.
Im deutschsprachigen Raum wurde er vor allem für zahlreiche TV-Auftritte in diversen Sendungen (u. a. stern TV, hart aber fair, Maybrit Illner, Anne Will, Im Zentrum) bekannt, in denen er als Leiter des Koordinationszentrums für die Auslandswahl 
das umstrittene Verfassungsreferendum in der Türkei 2017 unterstützte.
Seit 2016 ist er regelmäßiger Gesprächspartner des Deutschlandfunk.
Im Jahr 2020 wurde Yeneroğlu als einer der parteigründenden Mitglieder der DEVA vorgestellt.
Im November 2019 trat er aus der AKP aus und gab an, dass ihm der Parteivorsitzende Erdoğan einen Austritt nahegelegt habe. Als Yeneroğlu in jener Zeit einmal in einer Präsidiumssitzung Erdoğan widersprechen wollte, wurde ihm eigener Aussage zufolge daraufhin sein Mikrofon stumm- oder ausgeschaltet. Yeneroğlu galt vor allem ab 2016 als parteiinterner Kritiker, der seine Bedenken auch in der Öffentlichkeit kundtat, vor allem in Bezug auf die Situation der Menschenrechte in der Türkei. Wenige Monate vor Yeneroğlus Parteiaustritt hatte Erdogan die Kommunalwahl in Istanbul für ungültig erklären lassen, weil es nicht dem gewünschten Ergebnis entsprach. Dies war für Yeneroğlu, wie dieser mehrere Jahre später erklärte, der endgültige Vertrauensverlust in die AKP. Eigenen Angaben zufolge überlegte Yeneroğlu nach seinem Parteiaustritt, nach Deutschland zurückzukehren und wieder als Anwalt zu arbeiten. Doch fühle er sich den Menschen in der Türkei gegenüber verantwortlich, weil er Erdoğans Politik so lange mitgetragen hatte, was er im Nachhinein nicht mehr mit seinem Gewissen vereinbaren kann, weshalb er vor der Präsidentschafts- und Parlamentswahl in der Türkei im Jahr 2023 der CHP im Wahlkampf half. So schrieb Yeneroğlu an dem Grundsatzprogramm des Oppositionsbündnisses, das sich bei den Wahlen hinter dem Präsidentschaftskandidaten Kemal Kılıçdaroğlu vereint, entscheidend mit. Laut Kılıçdaroğlu habe Yeneroğlu einen wichtigen Beitrag dazu geleistet, dass das Bündnis der verschiedenen Parteien entstehen konnte.
Yeneroğlu ist verheiratet und Vater von drei Kindern, die in Deutschland leben oder lebten.